# Mario Loetti
Mario Loetti, vero nome all'anagrafe Mario Giuseppe Lovetti (Gallarate, 23 ottobre 1909 – Gallarate, 2 giugno 1980), è stato un allenatore di calcio e calciatore italiano, di ruolo interno.

## Carriera
Loetti iniziò la sua carriera nella S.G. Gallaratese, la squadra della sua città natale, dove giocò dal 1927 al 1932. Le sue buone prestazioni come centrocampista offensivo lo portarono alla Pro Patria nel 1932.
Nella stagione 1933-1934, con la Pro Patria, fu il miglior marcatore della squadra, segnando 15 reti in 31 presenze.
Dopo l'esperienza con il Milan, fece ritorno alla Gallaratese dal 1940 al 1942, concludendo lì la sua carriera da calciatore durante il periodo bellico.

## Palmarès

### Club

#### Competizioni nazionali
- Serie B: 1

Bari: 1934-1935